# Arachis hypogaea
Arachis hypogaea, comúnmente conocida como maní, cacahuate, caguate o cacahuete, (del náhuatl, tlalcacahuatl) es una planta de la familia Fabaceae (o Leguminosae), comúnmente conocida como la familia de las legumbres, frijoles o guisantes. Al igual que la mayoría de las otras legumbres, los maníes albergan bacterias fijadoras de nitrógeno en nódulos radicales, que mejoran la fertilidad del suelo, lo que los hace valiosos en las rotaciones de cultivos.
Los cacahuates están contenidas en vainas subterráneas. Se cultiva ampliamente en los trópicos y subtrópicos por productores comerciales tanto pequeños como grandes; Se produce tanto como legumbre de grano como un cultivo para producir aceite. La geocarpia es atípica entre las legumbres, lo que llevó al botánico Carl Linnaeus a denominar a la especie hypogaea, o 'bajo la tierra.'
A pesar de no cumplir con la definición botánica de ser una nuez como 'un fruto cuya pared del ovario se endurece en la madurez', los maníes son generalmente categorizados como frutos secos con fines culinarios. Algunas personas son alérgicas al maní y pueden tener una reacción potencialmente fatal; esto es distinto a las alergias a frutos tipo nueces.
Los cacahuetes se cultivan por sus semillas comestibles, las que son similares en sabor y perfil nutricional a los frutos secos como las nueces y las almendras, y, como fruto seco culinario semejante a la nuez, a menudo se sirven de manera similar en las cocinas de muchos países.
Es una planta oriunda de los Andes. 

## Descripción
Es una hierba anual, erecta o con tallo ascendente de 30-80 cm de altura, con tallos pubescentes de color amarillento, glabrescentes. Estípulas de 2-4 cm, pilosas. Hojas generalmente son de cuatro folioladas con pecíolo de 4 a 10 cm, cubiertas con tricomas flexuosos largos, de margen ciliado y ápice. Flores de 8 a 10 mm con tubo del cáliz estrecho de 4 a 6 mm. Corola de color amarillo dorado; estandarte abierto y alas distintas, oblongas a ovadas; quilla distinta, muy ovada, más corta que las alas, con ápice acuminado a picudo. Ovario oblongo con el estilo terminado por un estigma pequeño, escasamente pubescentes. El fruto es una legumbre, pero considerada un fruto seco, de desarrollo subterráneo, oblonga, inflada, de 2-5 × 1-1,3 cm, de paredes gruesas, reticuladas y veteadas, con de una a cuatro (menos de seis) semillas. Estas últimas tienen un tegumento de color rojizo oscuro, son oblongas y de unos 5-10 mm de diámetro.
Una característica única de esta planta es que, una vez que las flores han sido polinizadas, se marchitan y generan una especie de «clavo» que se dirige al suelo y entierra el brote que luego se convertirá en la vaina («caja») que contiene los frutos. O sea, el maní o cacahuete madura bajo tierra, pero no está adherido a las raíces.

## Origen

### Origen genético
Un estudio genético publicado en 2016 ha revelado que el maní es un híbrido de dos especies silvestres. Se originó por el cruce del óvulo de A. duranensis (distribuida en el sur de Bolivia y norte de Argentina) con el polen de A. ipaensis (conespecífico actualmente con A. magna, que crece y se distribuye en la selva de Brasil). Esta hibridación ocurrió de la mano de la recolección y migración humana, así como con la polinización natural de insectos, hace unos nueve mil cuatrocientos años, en la actual región subandina del sur de Bolivia (Chuquisaca y Tarija).
Las semillas de estos híbridos fueron recolectadas por los antiguos pobladores de estas regiones y llevadas hacia el noroeste cruzando la Cordillera de los Andes.[cita requerida]

### Historia
A. hypogaea se ha cultivado para el aprovechamiento de sus semillas desde hace siete mil u ocho mil años. Los restos más antiguos de esta semilla datan del año 6494 a. C., hallados por el arqueólogo estadounidense Tom Dillehay en Paiján y en el valle de Ñanchoc (actual Cajamarca, Perú) en la parte alta del río Zaña, valle que resultó ser el lugar de cultivo más antiguo de América.
El inchik (nombre de la semilla en quechua) fue consumido y representado en las culturas y ciudades más antiguas de América. Se utilizaban en la gastronomía: La lagua o leche de inchik, y el inchicapi, que eran la chicha fresca y la sopa respectivamente. El inchik fue cincelado en algunas estatuas de deidades en los templos de la civilización chavín (aproximadamente, 1200 años a. C.), en el centro-oeste de Perú.
Se introdujo a Mesoamérica desde al menos el siglo I a. C., según el registro de Tehuacán (estado de Puebla, México), en donde se llamó tlalcacáhuatl (en idioma náhuatl, ‘cacao de la tierra’). Se volvió parte de los ingredientes para preparar mulli o mole, mezcla para ofrecer a los grandes dioses mesoamericanos. Por otro lado, en las islas del Caribe, esta semilla se llamó, en lengua taína, maní.
Posteriormente en la época del Intermedio Temprano (200 a. C.-700 d. C.), la forma de la cáscara (vaina) de la semilla fue utilizada de forma artística, tal es el caso de la joyería mochica en representaciones antropomorfas en oro, plata y cobre, como por ejemplo los collares del Señor de Sipán (las cuentas del collar eran vainas de inchik de oro y plata), en el siglo III.
Mil años después, en el Horizonte Tardío, los incas usaron el aceite extraído del inchik mezclado con el aceite de una especie de árbol de ungüento, utilizando el resultado para la protección de la piel.
Los conquistadores españoles conocieron el consumo de esta semilla al llegar al continente americano mientras visitaban un mercado de la capital azteca, México-Tenochtitlan, en el siglo XVI.[cita requerida] En Europa su cultivo entró a través de España, concretamente de Valencia, donde sigue siendo una de las principales producciones agrícolas. El comercio de las potencias europeas de la Edad Moderna introdujo la semilla en otros continentes.
El científico George Washington Carver (1864-1943) propuso al maní (entre otras plantas) para la industria agrícola en la primera mitad del siglo XX como parte de su concepto de extensión agraria y cultivos alternativos para la autosuficiencia a nivel mundial. Creó o difundió más de cien productos de maní que eran útiles para la casa y la granja, incluyendo cosméticos, tintes, pinturas, plásticos, gasolina y nitroglicerina.
En la actualidad, su cultivo se ha extendido ampliamente por regiones de Asia, África y Oceanía.

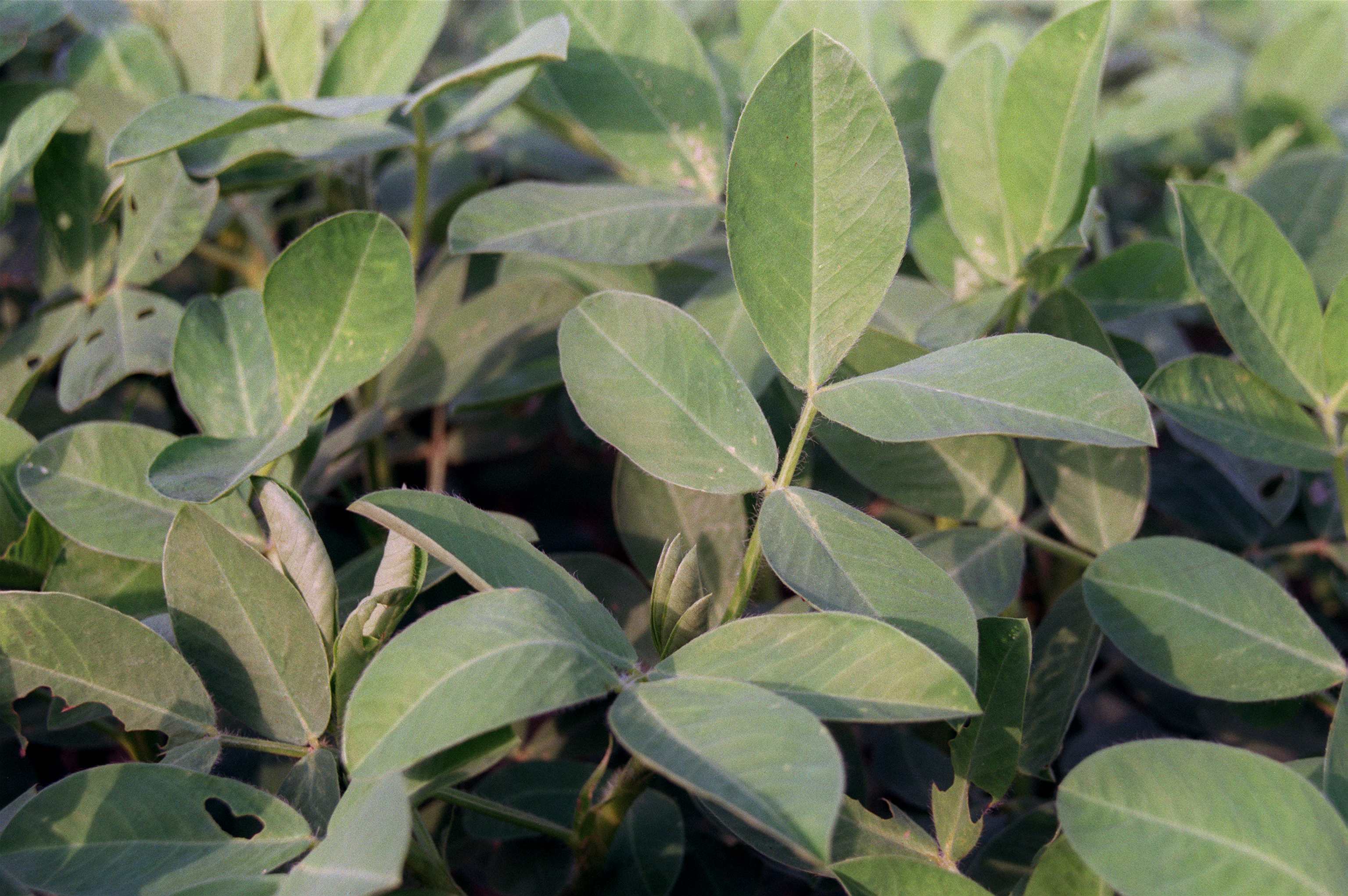
Hojas paripinadas
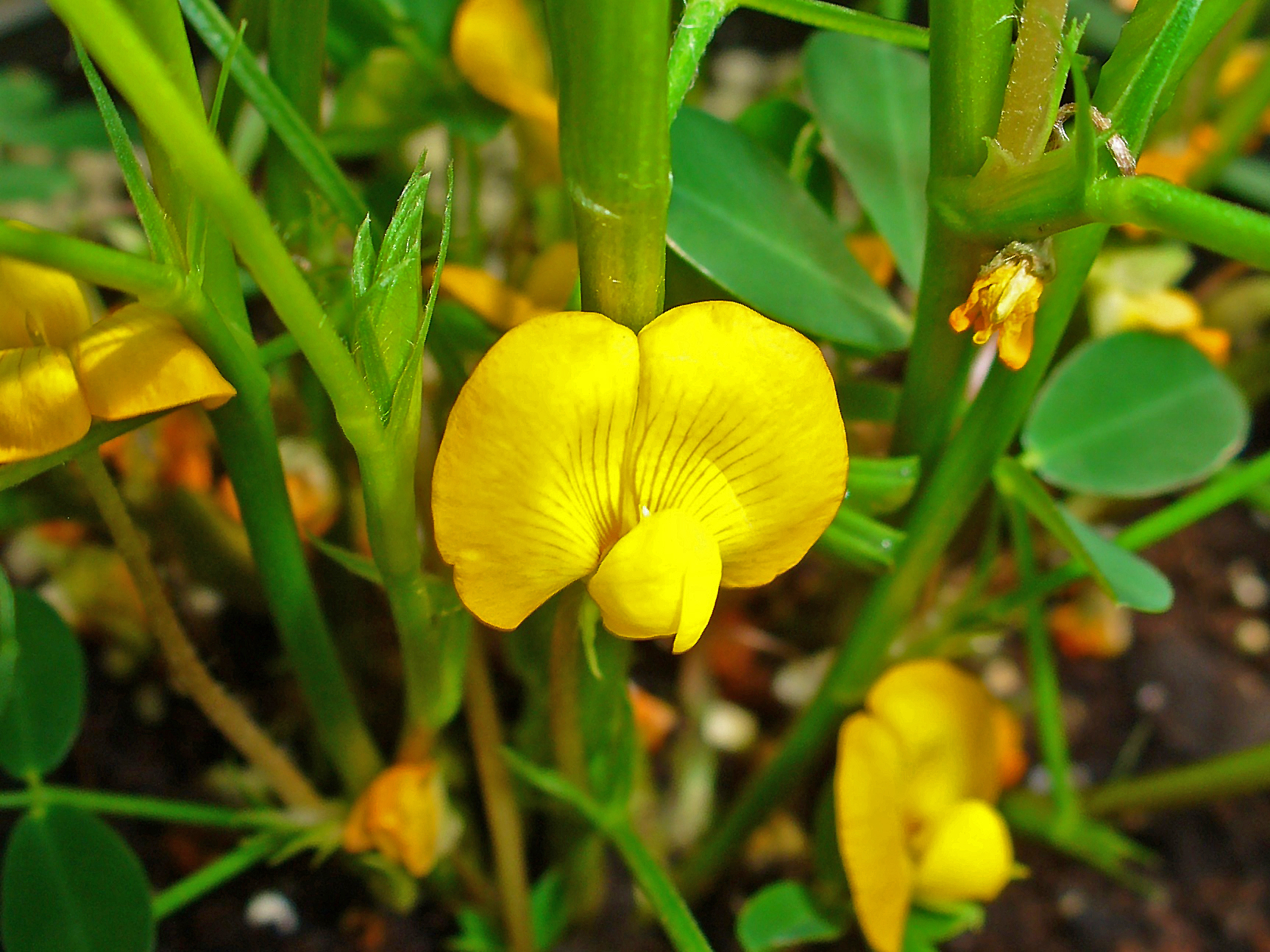
Flor
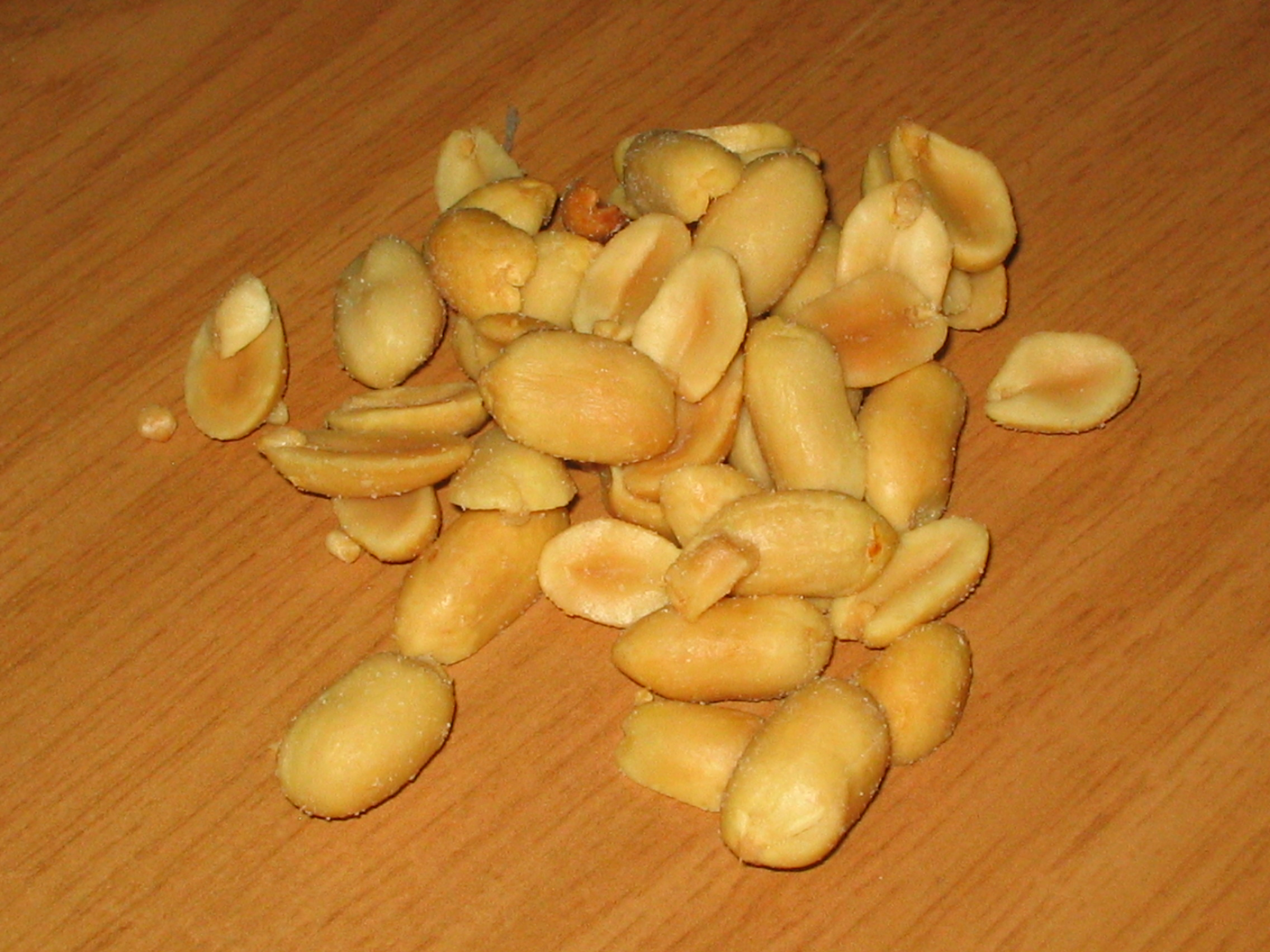
Maníes pelados, salados.

## Cultivo
Se siembra a finales de primavera y se recolecta a finales de otoño. Su cultivo se viene realizando desde épocas remotas, pues los pueblos indígenas lo cultivaron, tal y como queda reflejado en los descubrimientos arqueológicos realizados en Pachacámac y otros puntos del Perú. Allí se hallaron representaciones del inchik en piezas de alfarería y vasijas. En África, se difundió con rapidez y pasó a ser un alimento básico en la dieta de numerosos países, razón por la cual algunos autores sitúan erróneamente el origen del maní en este continente. Las cáscaras, obtenidas como subproducto, se emplean como combustible.

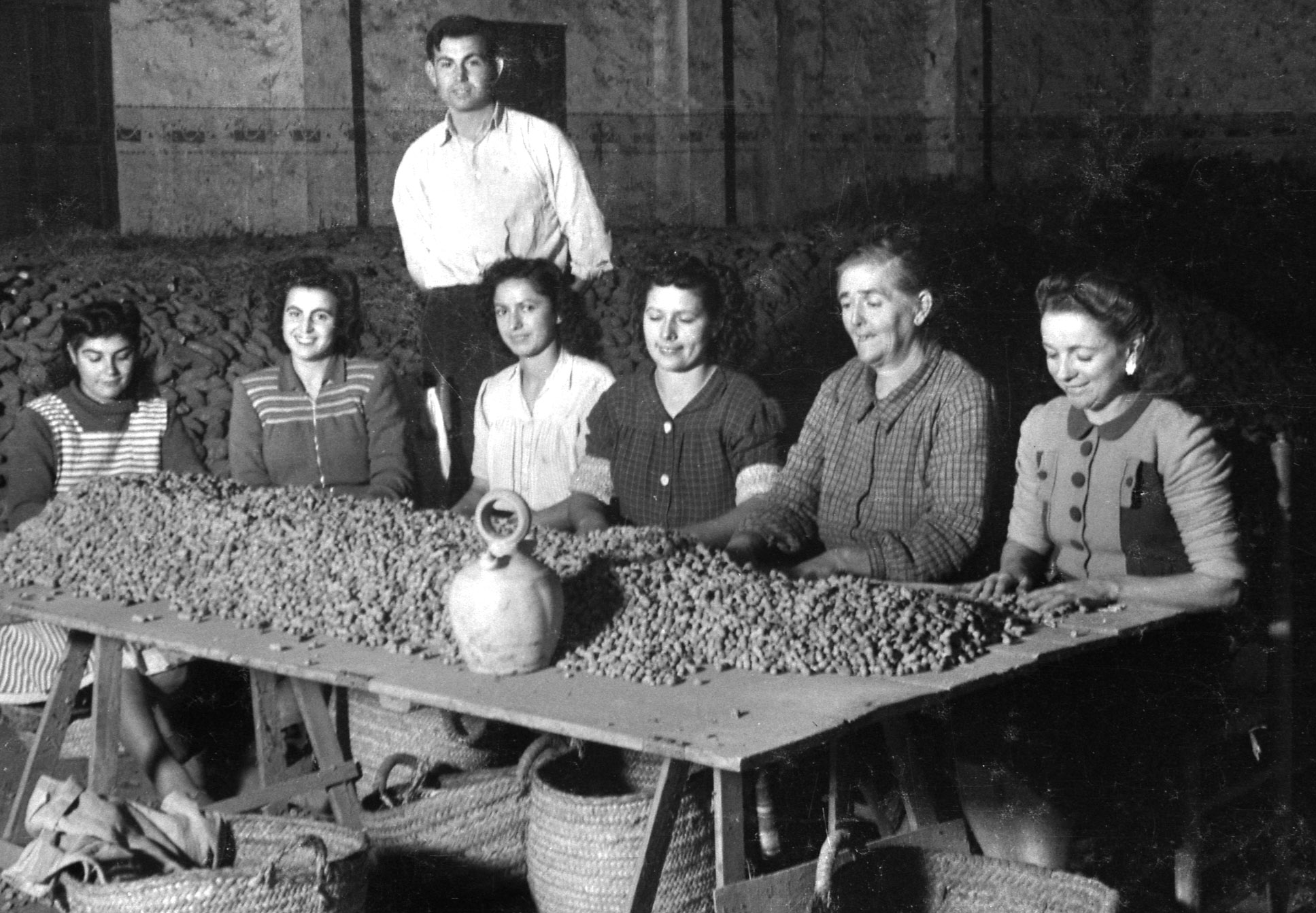
Ribera Alta, 1947
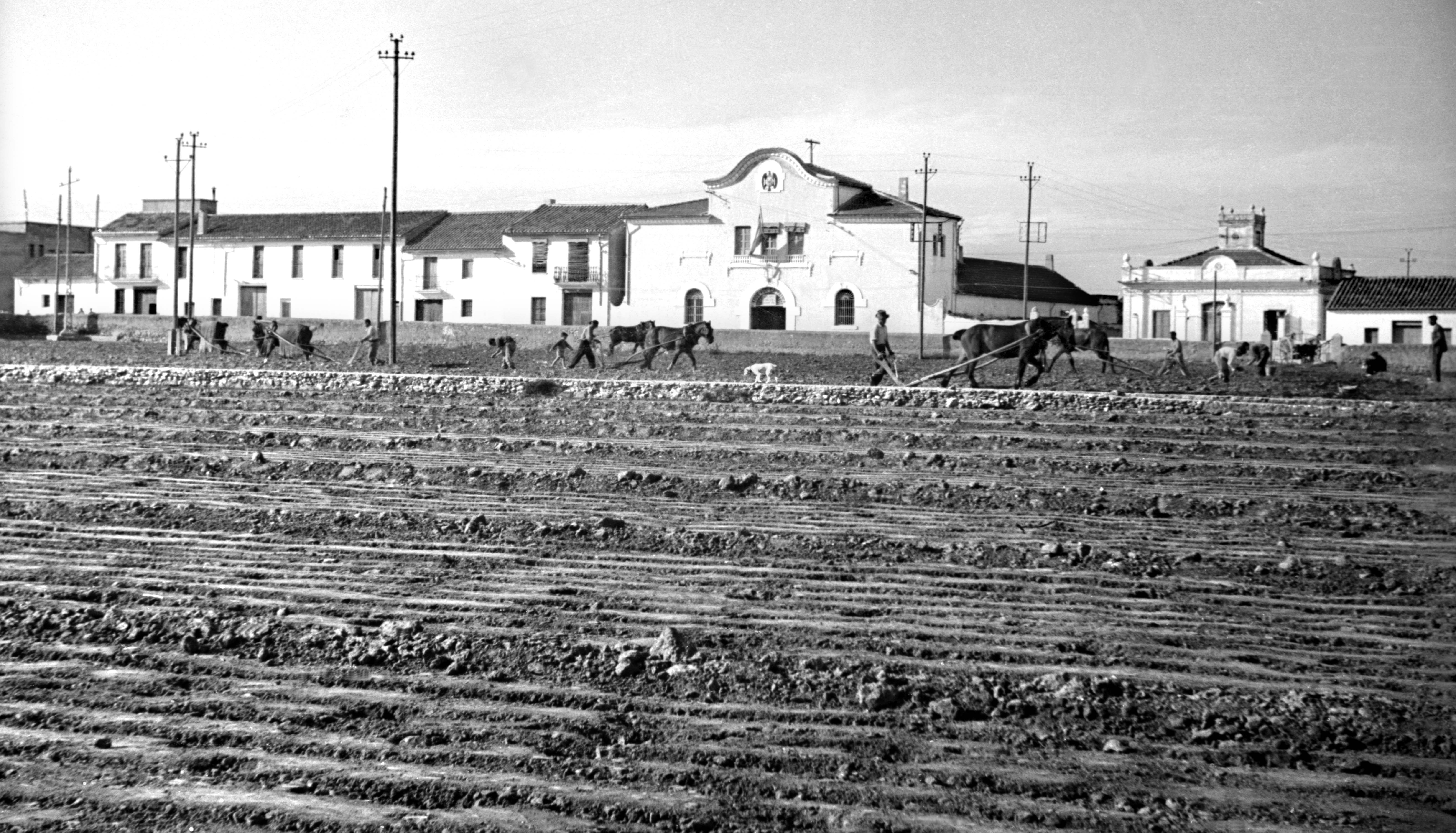
Labrando el campo para el cultivo de cacahuetes, 1948, Valencia
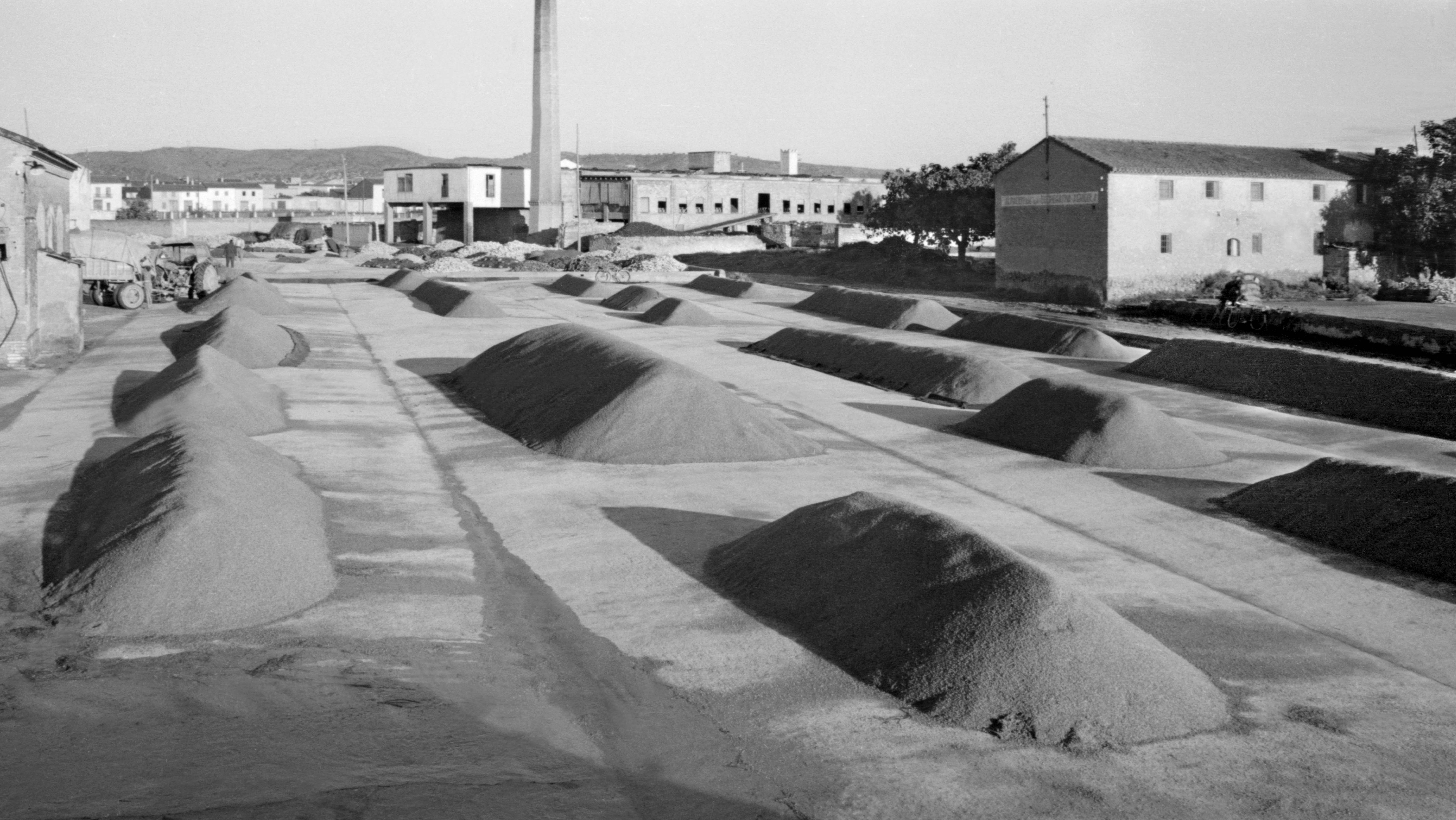
Cosecha de cacahuetes, 1959, Alginet

Hoy en día, los principales países de cultivo son China y la India, donde se utiliza sobre todo como materia prima para la producción de «aceite de cacahuete».

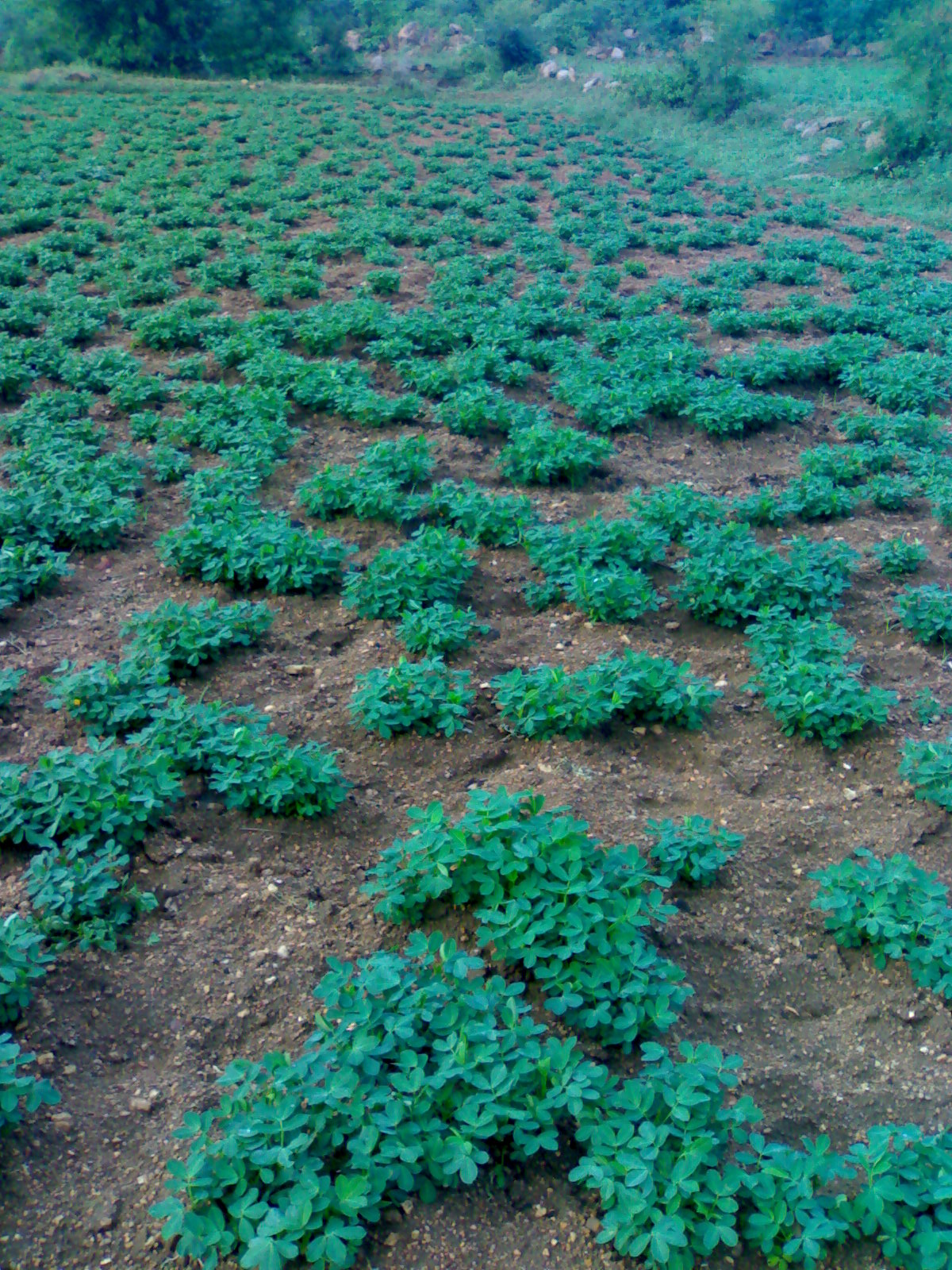
Campo de cultivo

## Plagas
La infección por ciertas especies de hongos (Aspergillus flavus o A. parasiticus) contamina las semillas con aflatoxinas, peligrosas sustancias cancerígenas.
En Argentina, un problema serio que comienza a preocupar a los especialistas es la aparición del carbón de maní, causado por Thecaphora frezii.
En un trabajo presentado en junio de 2008 por Marinelli, A.; G. J. March y C. Oddino, se resume lo siguiente:

El carbón fue detectado por primera vez en maní cultivado en la campaña 1994/95, y desde entonces se ha observado en lotes aislados y con baja incidencia. Considerando la importancia de este cultivo para Córdoba, y que el 80 % de la producción es destinada a exportación, se estudiaron aspectos biológicos y epidemiológicos de la enfermedad. Para determinar sitios y forma de infección (postulados de Koch) se realizaron inoculaciones a flores y suelo y se sembraron semillas parcialmente afectadas y contaminadas externamente. Para cuantificar la enfermedad se monitorearon lotes (prevalencia e incidencia) en siete campañas agrícolas, y se desarrolló una metodología para detectar el patógeno en muestras de suelo. Se concluye que Thecaphora frezii es el causal del carbón de frutos de maní cultivado y que la infección es localizada en el ginóforo cuando penetra al suelo. Los únicos órganos colonizados son los frutos y las semillas, que pueden transformarse en una masa carbonosa. La dispersión ocurre a través de semilla enferma o contaminada externamente. El patógeno sobrevive en el suelo y es posible detectarlo mediante muestreos y observación al microscopio de las teliosporas. La prevalencia osciló entre 9-24 % de lotes monitoreados, y la incidencia entre 0,13 y 2,7 %; se detectó un lote con incidencia 6,4 %.

## Denominación

Nombres comunes en los países hispanohablantes

Maní es una palabra de origen taíno y es el nombre que predomina en algunos países de habla hispana para la denominación tanto de la planta como de su fruto y su semilla. La denominación maní también puede provenir del idioma guaraní en el que se denomina manduví. Adicionalmente, en Guatemala también se le denomina manía.
El término cacahuate es un nahuatlismo proveniente de cacáhuatl (‘cacao’). En náhuatl, se denomina tlālcacahuatl, que significa ‘cacao de la tierra’, compuesto por tlalli (‘tierra’, ‘suelo’) y cacahuatl (‘granos de cacao’), porque la vaina de sus semillas está bajo tierra. De hecho, en Valencia, el primer lugar donde se lo cultivó en Europa, se sigue denominando cacao (cacau en valenciano).
La planta y el fruto se conocen en México como cacahuate, mientras que España ha adoptado el vocablo cacahuete, y en la mayor parte de la Región de Murcia y Andalucía se llama a los frutos, de forma genérica, avellanas. En algunos lugares de España, los frutos repelados y fritos se denominan panchitos o manises (en las Islas Canarias y en las poblaciones de Vigo y Chapela, del suroeste de Galicia). En otros lugares de España, más concretamente de Andalucía (como Córdoba o Málaga), se les llama huetes al fruto sin cáscara.
Su nombre es inchik en lengua runasimi, y chuqupa en aimara.
También recibe los nombres de alfóncigo de tierra, avellana americana, avellana de Valencia o pistacho de tierra.

## Usos

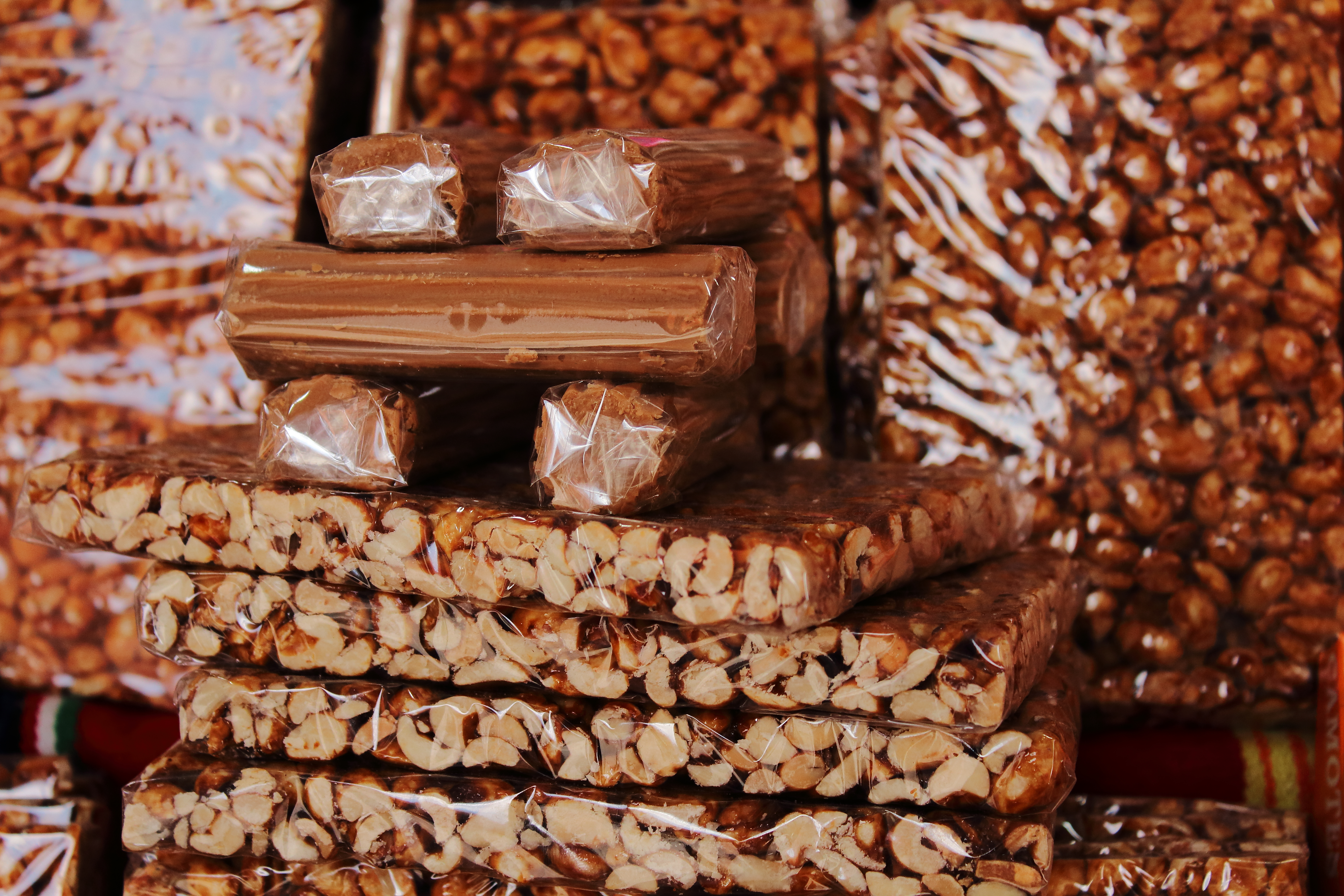
Dulces (palanquetas) que se vendían afuera del Edificio Carolino de la Benemérita Universidad Autónoma de Puebla. Estos dulces están hechos de cacahuate.

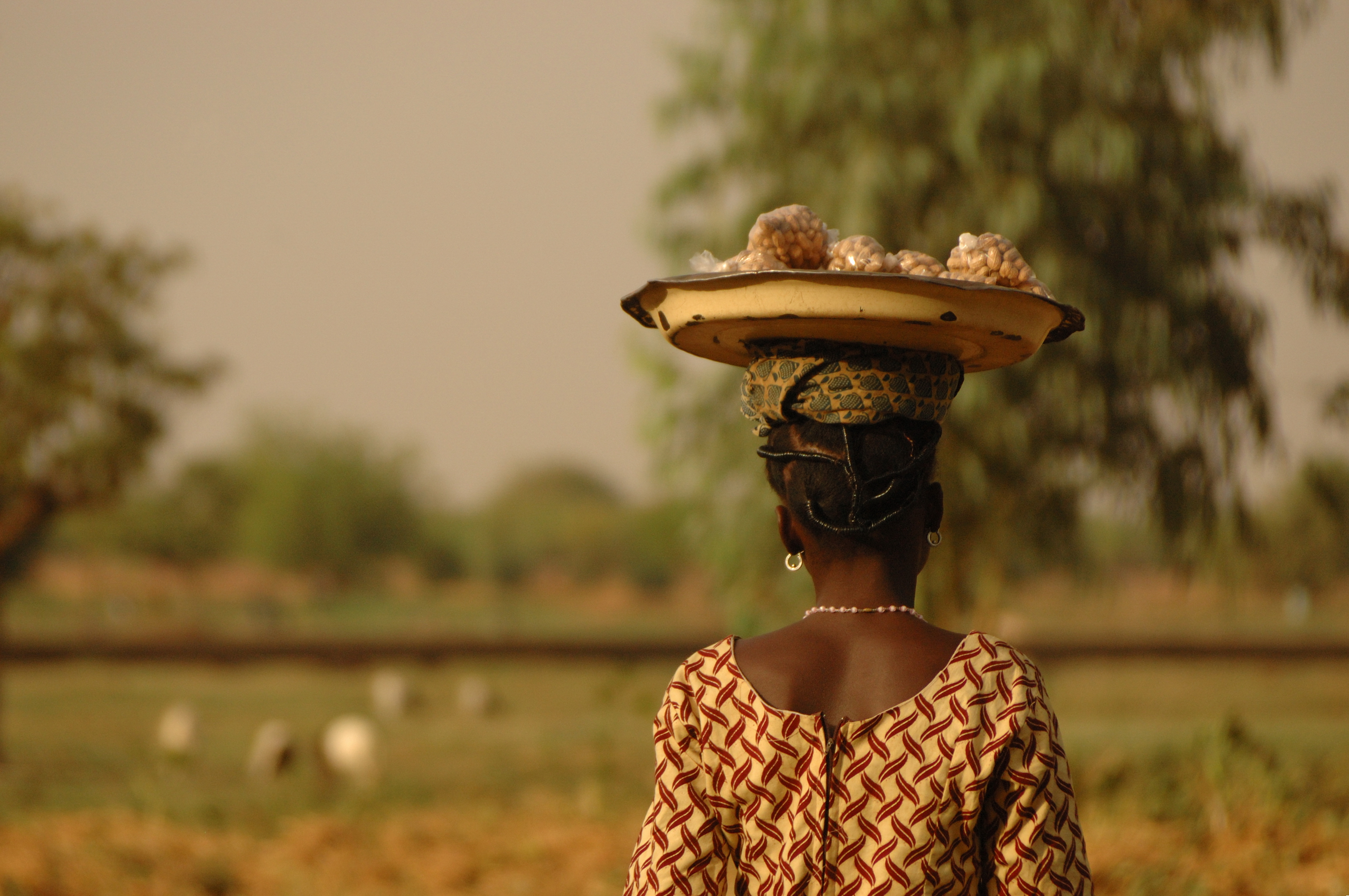
Vendedora de maníes en Uagadugú, Burkina Faso.

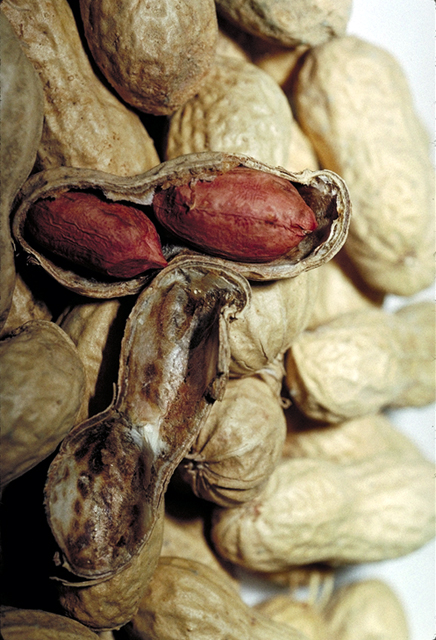
Frutos de maní, mostrándose en detalle el interior de uno de ellos conteniendo los maníes con piel.

De este fruto se obtienen alimentos como la crema o mantequilla de maní, y se extrae su aceite, muy empleado en la cocina de la India y del sureste de Asia.
En España, se consume la semilla cruda, frita o tostada, aunque se suele conocer popularmente como «cacahuetes» o «cacaos».[cita requerida] En Andalucía Occidental, se suelen llamar «avellanitas».
En Canarias, se los conoce como «manises».
Con las semillas tostadas se hace un sucedáneo del café.
En Ecuador se protegió la denominación de origen Maní de Transkutuku.
Se puede consumir como aperitivo (generalmente tostado y salado o bien adicionado de chile/ají en polvo para darle sabor picante) o como parte de los pasteles y dulces (generalmente como adorno en los dónuts o como topping de los helados).

## Cáscara
De geometría cóncava, su espesor varía de 0,5 a 1 mm. Tiene alta relación peso/volumen 45-50 g/L.
La composición química tiene amplia dispersión (según la variedad analizada), por lo que se puede generalizar aproximaciones. Humedad: menor al 10 %; fibra cruda: aproximadamente 60 % (celulosa: 50 %); lignina: 25 %; glucano: 20 %.
En las preparaciones en las que el maní se come frito dentro de su cáscara, no es necesario descartarla antes de ingerir, dado que se ablanda con la cocción y adquiere ciertas condiciones de comestibilidad.

### Uso como desecho
La cáscara de maní es un desecho que se reutiliza como combustible para calderas, aunque su uso es algo dificultoso porque desprende mucho humo y ceniza.
Se utiliza parcialmente para mezclar con alimento para ganado, sobre todo porcino. Aunque no tiene valor proteico y es indigesto, sirve para administrar el equilibrio de materiales de otro tipo de alimentos con el que se mezcla.
Sirve como sustrato para aves de corral y como medio de cultivo para hongos.
También se asocia con usos similares a los de la viruta de madera. En la Universidad Nacional de Río Cuarto (Córdoba, Argentina) se desarrollaron paneles aglomerados mixtos con cáscara de maní (30 %) y virutas de madera.

## Producción mundial
Según datos proporcionados por el Departamento de Agricultura de los Estados Unidos, la producción mundial de aceite de maní se ha mantenido estable en el quinquenio 2011-2015.
| Producción (en millones de toneladas métricas) | 2011/12 | 2012/13 | 2013/14 | 2014/15 | agosto de 2015/16 | septiembre de 2015/16 |
| ---------------------------------------------- | ------- | ------- | ------- | ------- | ----------------- | --------------------- |
| Maní                                           | 38,47   | 40,47   | 41,15   | 39,67   | 41,39             | 40,78                 |

| Principales productores de maní (2018) (toneladas) | Principales productores de maní (2018) (toneladas) |
| -------------------------------------------------- | -------------------------------------------------- |
| China                                              | 17 332 600                                         |
| India                                              | 6 695 000                                          |
| Nigeria                                            | 2 886 987                                          |
| Sudán                                              | 2 884 000                                          |
| Estados Unidos                                     | 2 477 340                                          |
| Birmania                                           | 1 599 149                                          |
| Tanzania                                           | 940 204                                            |
| Argentina                                          | 921 231                                            |
| Chad                                               | 893 940                                            |
| Senegal                                            | 846 021                                            |
| Guinea                                             | 770 105                                            |
| Níger                                              | 594 162                                            |
| Camerún                                            | 594 019                                            |
| Brasil                                             | 563 347                                            |
| Ghana                                              | 521 032                                            |
| Total mundial                                      | 45 950 900                                         |

Fuente:

## Comercio exterior del maní

### Evolución de los principales exportadores de maní en el mundo
Estados Unidos, Países Bajos y China fueron los tres mayores exportadores mundiales de maní del lustro 2010-2014.
Las cifras presentadas en la tabla a continuación son en dólares estadounidenses valor FOB.
| Fecha País exportador | 2010        | 2011        | 2012        | 2013        | 2014        |
| --------------------- | ----------- | ----------- | ----------- | ----------- | ----------- |
| Estados Unidos        | 220 477 696 | 220 526 347 | 268 434 982 | 543 585 640 | 450 778 162 |
| Países Bajos          | 171 456 595 | 242 856 996 | 155 818 516 | 271 798 633 | 238 893 982 |
| China                 | 234 577 355 | 218 762 794 | 244 212 798 | 215 666 317 | 195 535 976 |

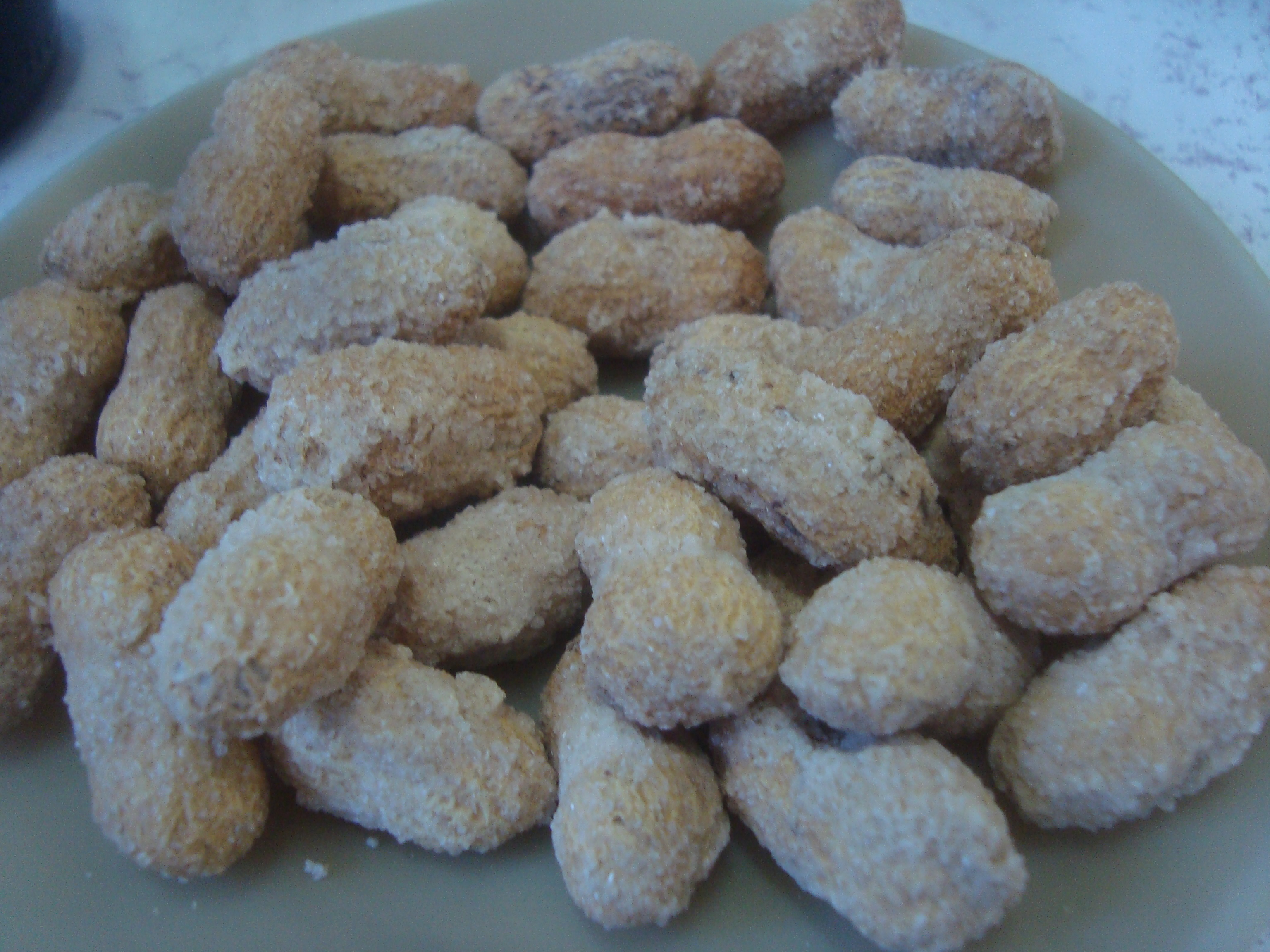
Cacahuetes tostados enteros con cáscara y salados

Se puede apreciar que, durante el bienio 2013-2014, Estados Unidos superó las exportaciones combinadas de Países Bajos y China. Dentro de Sudamérica, Argentina y Brasil lideraron la lista de países exportadores. Nicaragua fue el único exportador de envergadura de Centroamérica. Completaron la lista India, Egipto, Israel y Sudáfrica.

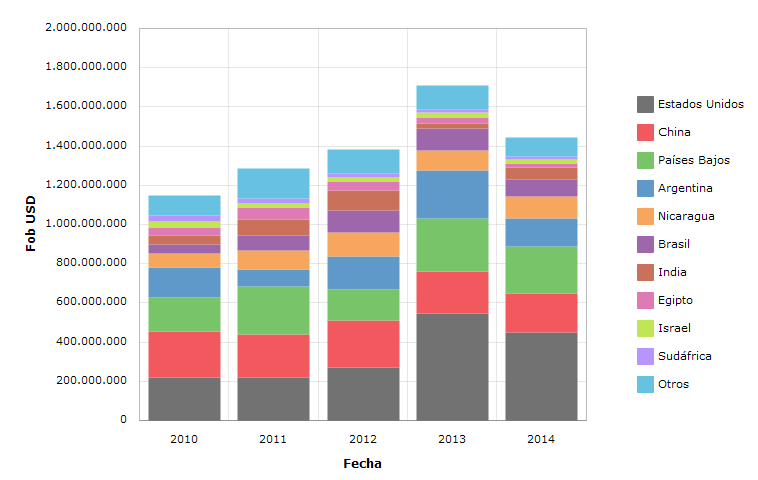
Principales exportadores mundiales de maní, periodo 2010-2014.

### Evolución de los principales importadores de maní en el mundo
Del otro lado de la balanza comercial, Países Bajos, Alemania y México fueron los principales importadores mundiales de maní durante los años 2010-2014. Está claramente marcado que Países Bajos equiparó las importaciones combinadas de Alemania, México y Reino Unido.
Las cifras presentadas en la tabla a continuación son en dólares estadounidenses valor FOB.
| Fecha País importador | 2010        | 2011        | 2012        | 2013        | 2014        |
| --------------------- | ----------- | ----------- | ----------- | ----------- | ----------- |
| Países Bajos          | 337 280 601 | 429 645 642 | 571 446 231 | 587 955 792 | 484 708 924 |
| Alemania              | 137 250 765 | 183 349 355 | 202 066 229 | 205 195 023 | 212 954 707 |
| México                | 129 783 369 | 182 050 961 | 221 608 422 | 147 369 833 | 152 516 191 |

Completaron el listado Reino Unido, Rusia, Canadá, España, Italia, Malta y Polonia.

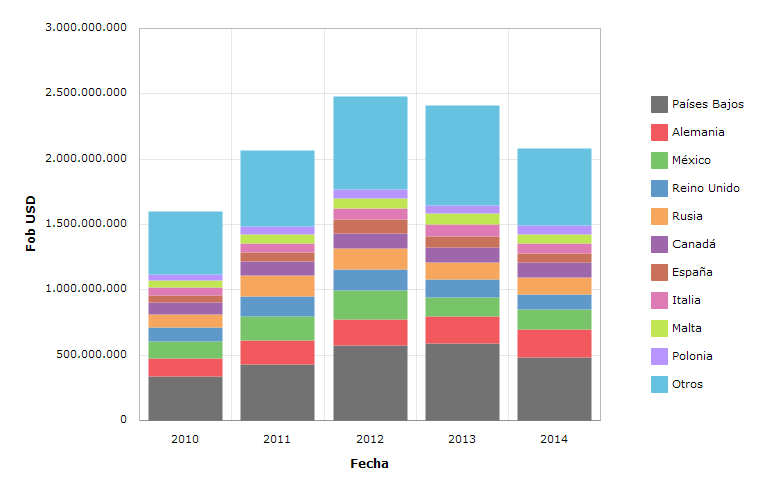
Principales importadores mundiales de maní periodo 2010-2014; gráfico de barras.

## Cultivo en China
Fue introducido en China por mercaderes portugueses en el siglo XVII y otras variedades por misioneros estadounidenses en el XIX. Se hizo popular y comenzaron a prepararse en muchos platos chinos, con frecuencia hervidos. Ya en el siglo XX, durante los años 1980, su producción comenzó a incrementarse; tanto así que, en 2006, China fue el mayor productor de maní del mundo. Un factor importante en este incremento ha sido el cambio del sistema comunista hacia un sistema económico de mercado libre donde los granjeros eligen qué sembrar y qué vender.

## Propiedades

### Principios activos
Contiene amidas, azúcares, colina, araquina, aceite (ácido oleico, palmítico, esteárico, araquídico, mirístico y lignocérico, como componentes), proteínas, betaína.

### Indicaciones y antinutrientes
Es nutritivo, fluidificante, anticolesterolémico. La harina se usa para productos destinados a diabéticos (galletas, turrones). Se usan los frutos. Se recolectan en septiembre.
Algunas personas deben evitarlo, pues es alergénico y también contiene fibras.
Si no se siguen las buenas prácticas correspondientes, podrían contener niveles elevados de aflatoxina, una micotoxina de algunos hongos que puede ser peligrosa para la salud.
Igualmente podría existir la posibilidad de que (al ser una legumbre que se come cruda) sus lectinas provocaran ateroesclerosis. Sin embargo, también se sugiere que puede mejorar el perfil lipídico. Al no haber clara evidencia hacia ninguna dirección, se recomienda no abusar de su consumo.
A su vez, a pesar de ser altos en calorías, y según concluyen múltiples estudios, tanto los manís como los frutos secos son apropiados para la pérdida de grasa corporal y conseguir o mantener una composición corporal saludable, evitando así la obesidad.
También se ha asociado una dieta que incluya maní con un menor riesgo cardiovascular, lo cual a su vez se asocia con un menor riesgo de deterioro cognitivo asociado a la edad. El efecto protector contra el deterioro cognitivo y el Alzheimer también podría estar relacionado con el resveratrol, del que el maní es una fuente importante, gracias a su efecto antioxidante.

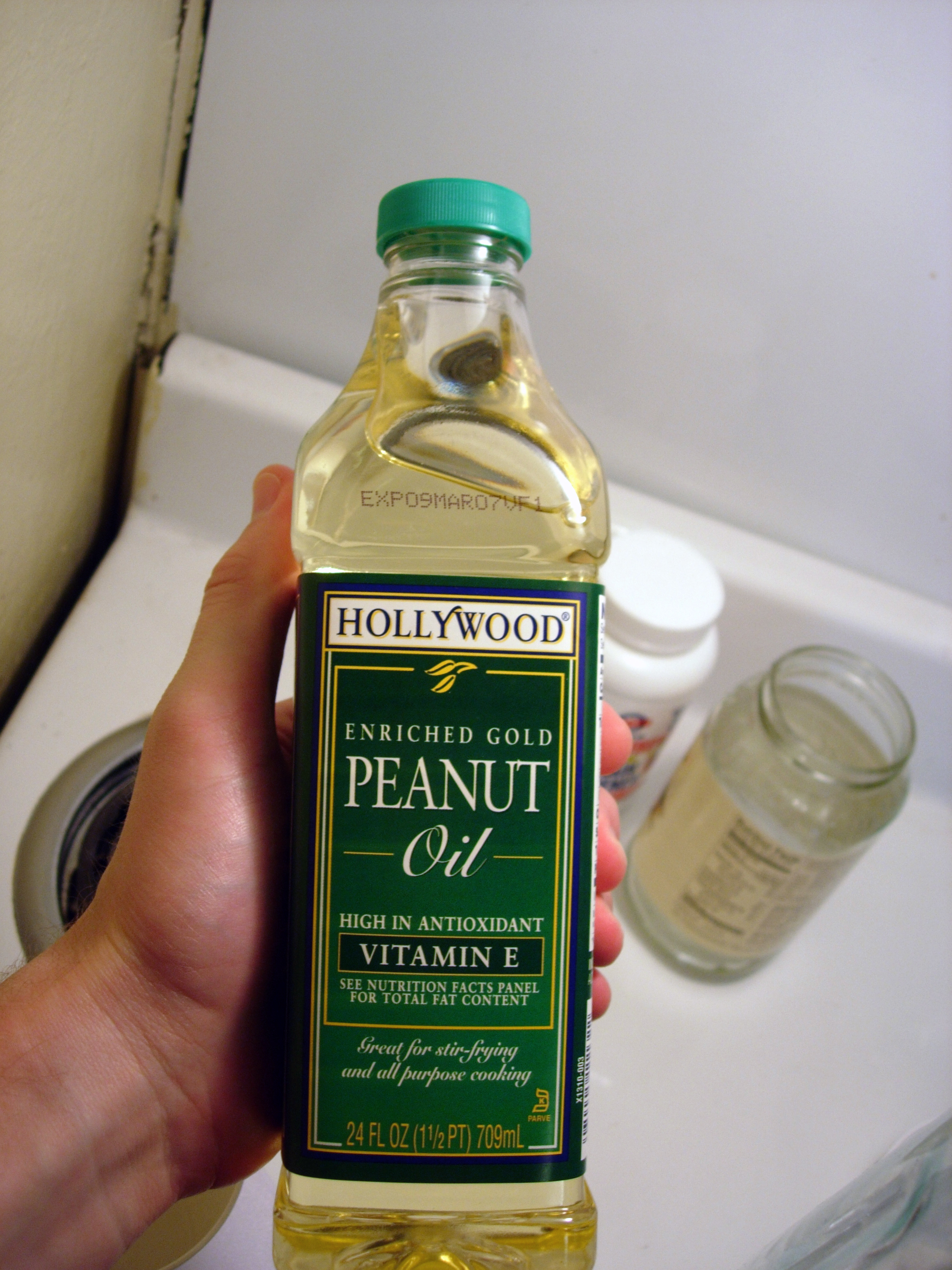
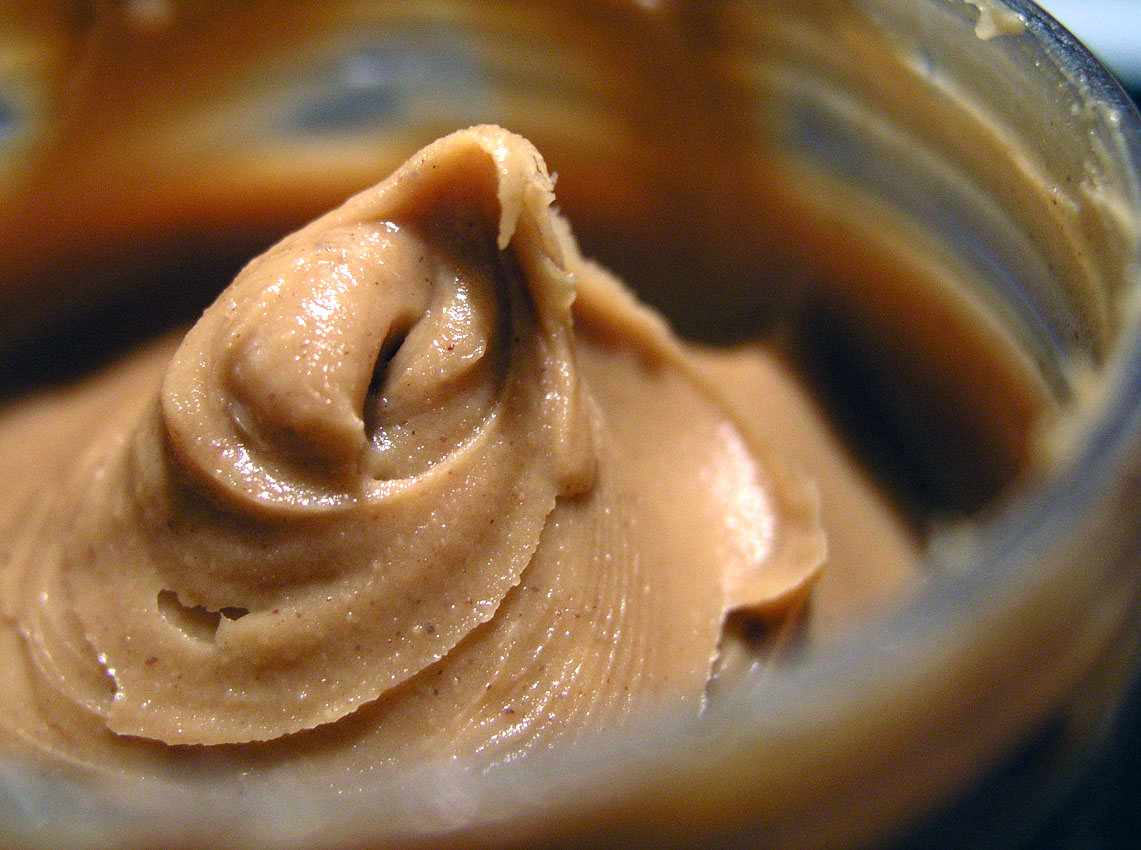
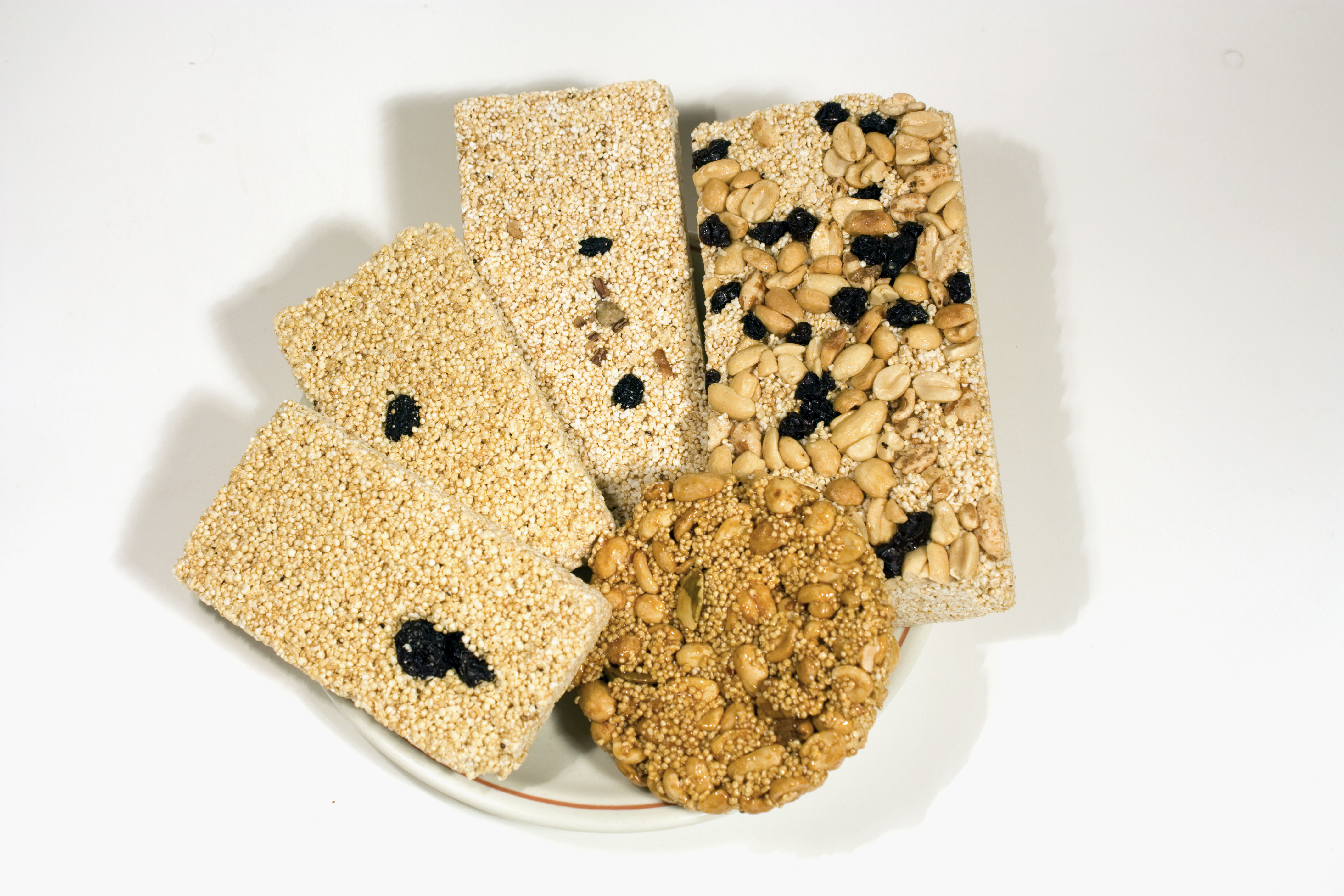
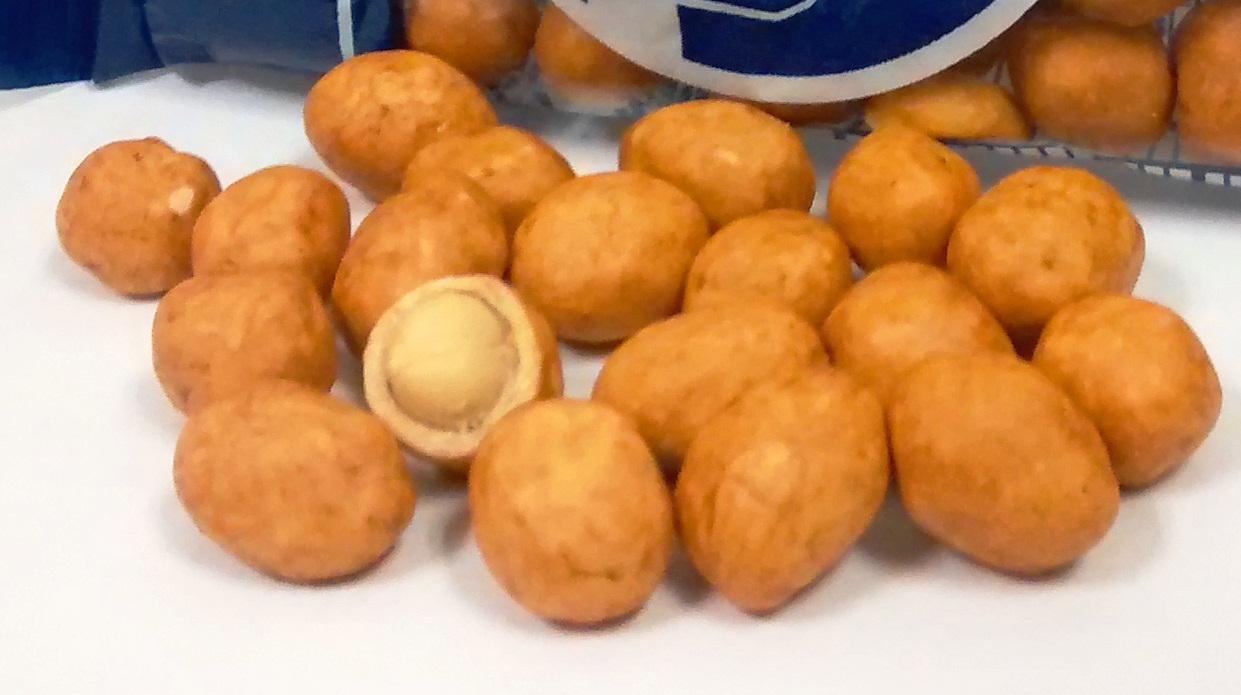
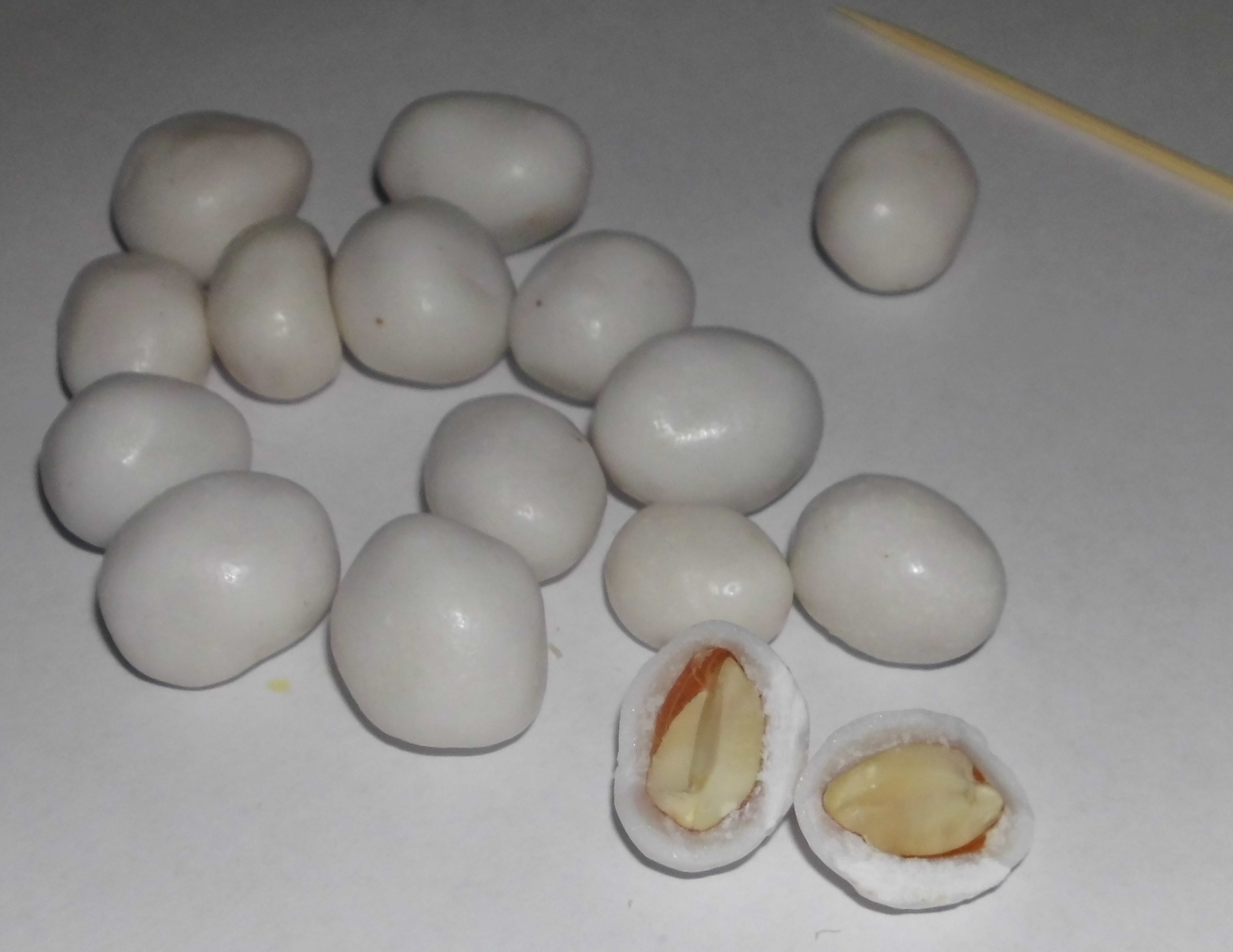
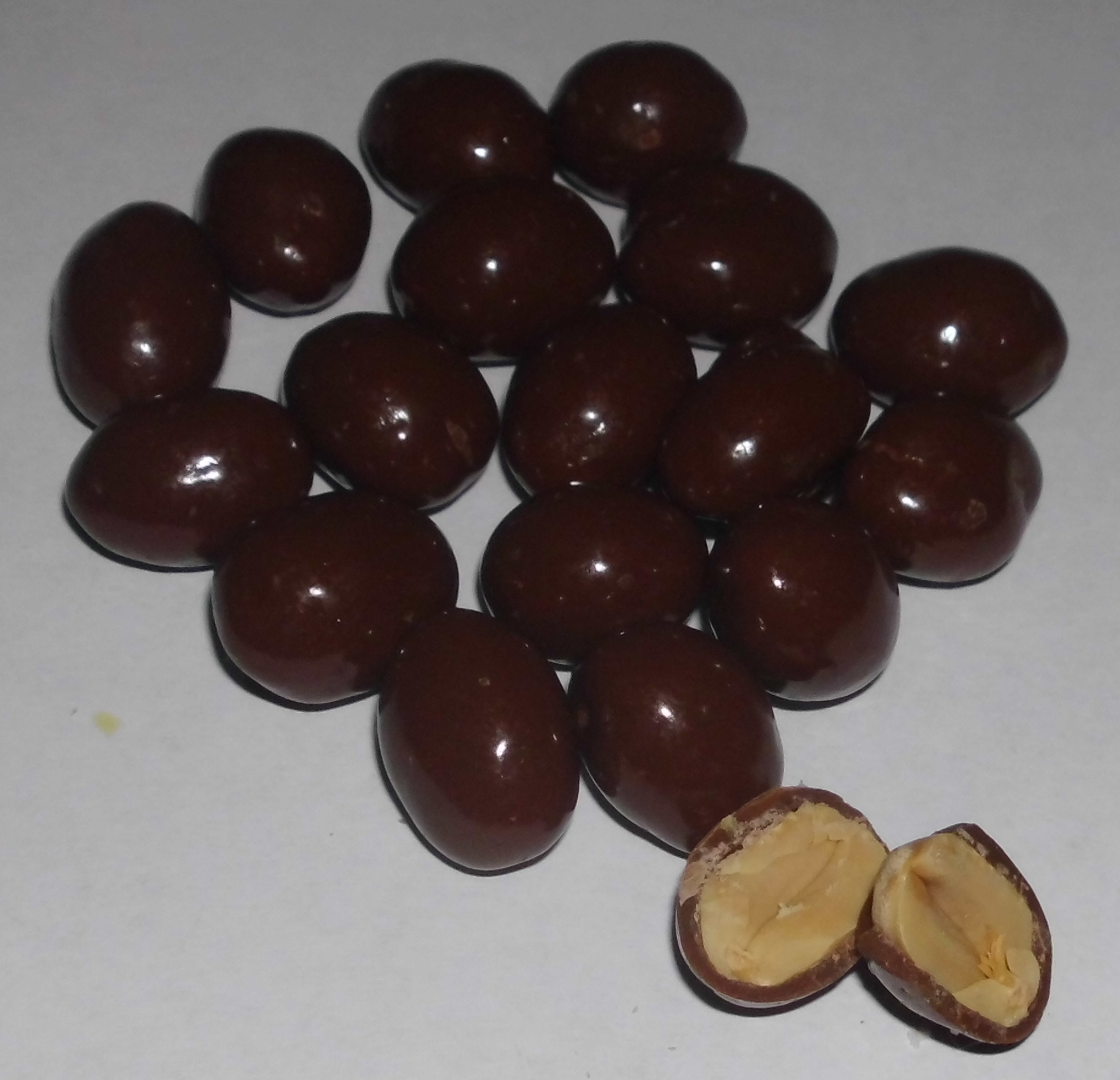

## Taxonomía
Arachis hypogaea fue descrita por Carlos Linneo y publicado en Species Plantarum 2: 741. 1753.
Sinonimia
- Arachis hypogaea subsp. oleifera A.Chev.
- Arachis nambyquarae Hoehne
- Lathyrus esquirolii H.Lév.[28]